# Snídaně na hradě Šlankenvaldě
Snídaně na hradě Šlankenvaldě je čtvrtá komorní opera (miniopera) českého skladatele Josefa Berga napsaná na skladatelovo vlastní libreto v roce 1966; autor sám ji žánrově označil jako "výjev ze staré loutkové komedie pro čtyři hlasy, zpěv a šest nástrojů". Poprvé byla uvedena v pražském Rudolfinu dne 6. března 1967.
Děj této dadaistické hudební hříčky je prostý: Vilém, syn pána na hradě Šlankenvaldě, miluje Marii, dceru hradního. Jeho rodiče však lásce obou mladých lidí činí překážky, protože Vilémova vyvolená je prostého původu. Mladý rytíř proto odkládá svou výstroj a prchá s Marií do lesů. Dialogy, z nichž většinu tvoří zamilované rozhovory obou hlavních hrdinů, jsou přerušovány německy zpívanými áriemi "rolníka" (baryton) a hudebními pasážemi, například bouří. Se vší vážností podávaný prostoduchý děj a archaizující jazyk postav navozují skutečně atmosféru starobylé loutkové rytířské hry. Zároveň se jedná o parodii tradiční romantické opery, stejně jako předchozí Bergova miniopera, Eufrides před branami Tymén, je parodií opery hrdinské.
Snídaně na hradě Šlankenvaldě měla při svém uvedení značný úspěch. Živá nahrávka zaznamenaná brněnským rozhlasem roku 1969 byla rovněž vydána na gramofonové desce (Supraphon stereo 1 19 0725; zpívá Richard Novák, recitují Vlasta Peterková, Josef Husník, Rudolf Jurda, Zlatomír Vacek, hrají členové Moravského smyčcového tria a Foerstrova dechového kvinteta).
V sezóně 2003/04 jej nastudovalo Studio Devítka Hudební fakulty JAMU (režie Rocc, premiéra 1. 5. 2004, v kombinaci s Eufridem před branamí Tymén). 20. května 2005 byla uvedena na nádvoří brněnského Domu pánů z Kunštátu v rámci Muzejní noci.